# فلوریدا، پورتوریکو
فلوریدا (به انگلیسی: Florida) یک منطقهٔ مسکونی در ایالات متحده آمریکا است که در پورتوریکو واقع شده‌است.
 فلوریدا ۲۶ کیلومتر مربع مساحت و ۱۲٬۶۸۰ نفر جمعیت دارد.